# Hydrotaea compositispina
Hydrotaea compositispina är en tvåvingeart som beskrevs av Xue, Wang och Wang 2007. Hydrotaea compositispina ingår i släktet Hydrotaea och familjen husflugor. Inga underarter finns listade i Catalogue of Life.